# Lidia Maksymowicz
Lidia Maksymowicz (Oswiecim, 15 novembre 1940) è un'attivista e scrittrice polacca, superstite dell'Olocausto.

## Biografia

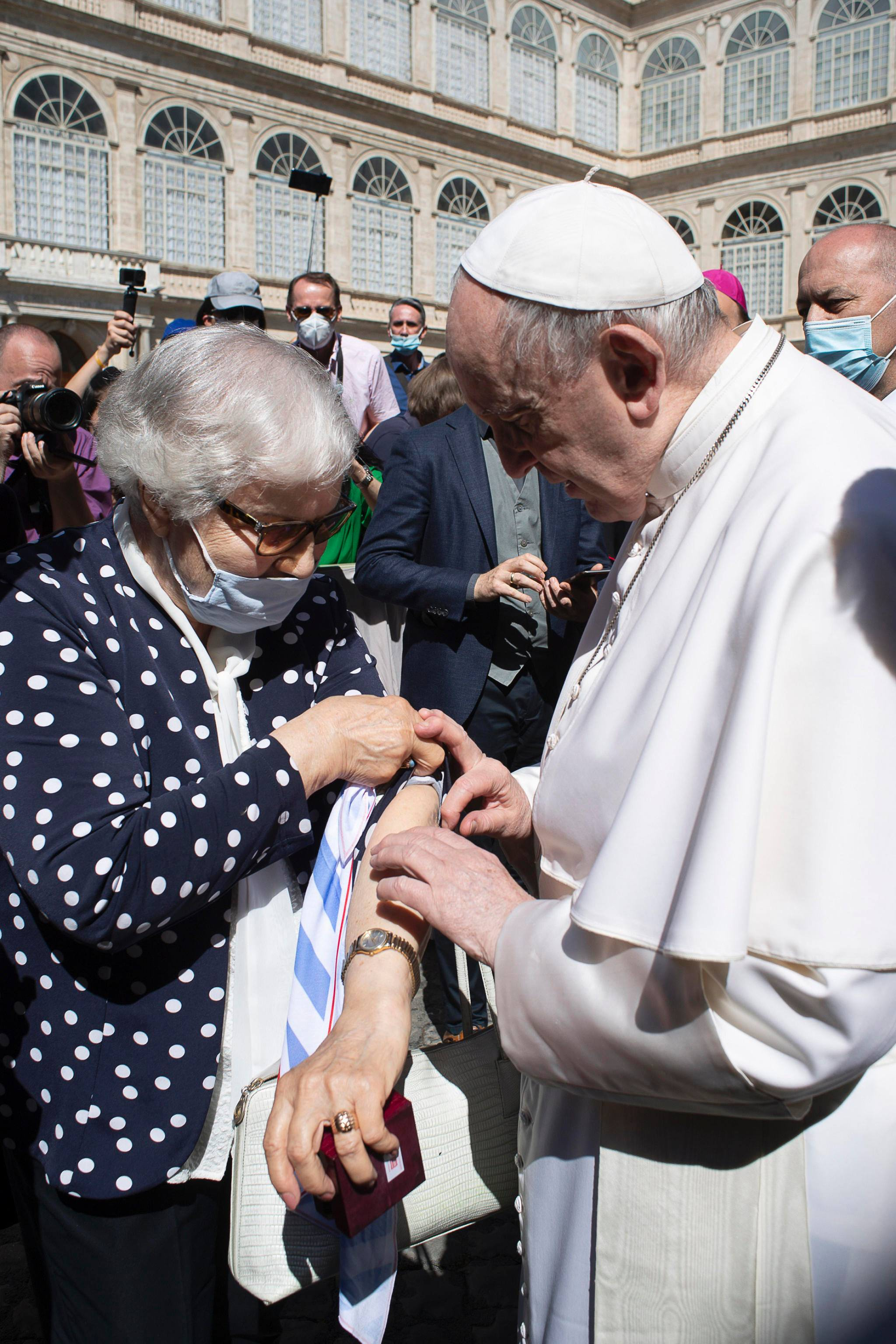
Lidia Maksymowicz mentre incontra Papa Francesco nell'udienza generale del 26 maggio 2021

Sopravvissuta al campo di sterminio di Auschwitz-Birkenau e attiva testimone della Shoah, attualmente vive a Cracovia, in Polonia. I suoi nonni non passarono la selezione e andarono subito alle camere a gas, sua mamma passò e andò ai lavori forzati mentre lei fu assegnata nella baracca dei bambini come cavia del famigerato dottor Mengele, l'angelo della morte.
Un Docufilm le è stato dedicato dal titolo: "70072 La Bambina che non sapeva odiare" prodotto dall'Associazione La Memoria Viva di Castellamonte sotto la regia di Elso Merlo.

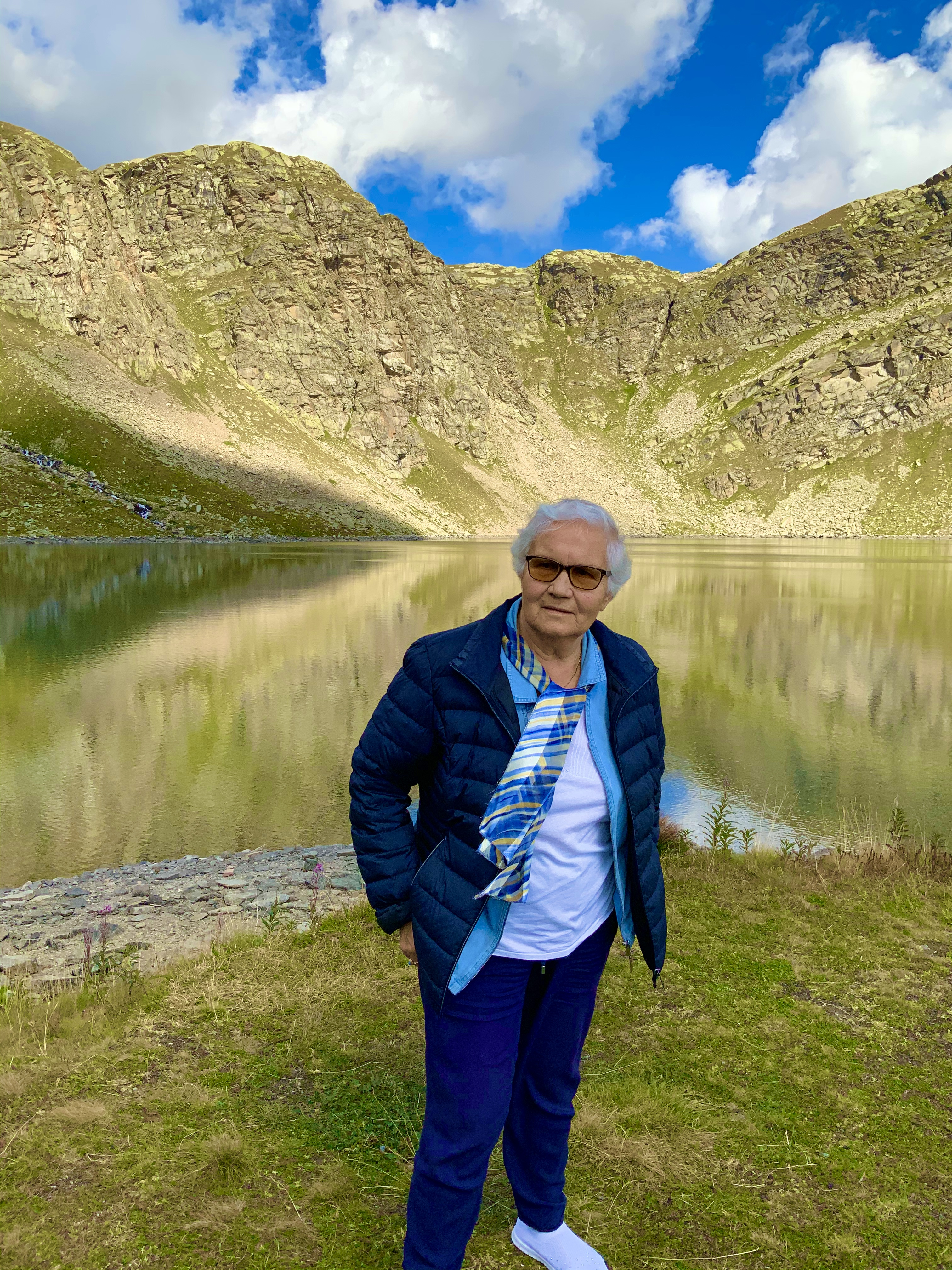
Lidia Maksymowicz al Gran Paradiso (versante Canavesano)

Il docufilm parla della vacanza in Italia in cui Lidia Maksymowicz, accompagnata dall’Ambasciatrice de La Memoria Viva Renata Rychlik, racconta la sua storia. Una storia lunga quasi 80 anni, con le sottolineature e i commenti di Samuel Modiano, Italo Tibaldi, Liliana Segre, Tadeusz Jakubowicz, don Angelo Bianchi, Giorgio Benvenuto, Riccardo Nencini, Marcello Martini, monsignor Luigi Bettazzi, Virginia Tiraboschi, Ananda Craxi, Giuliano Amato, Stefano Andreotti e Laura Boldrini.